# Macroconchoecia caudata
Macroconchoecia caudata är en kräftdjursart som först beskrevs av G. W. Müller 1890.  Macroconchoecia caudata ingår i släktet Macroconchoecia och familjen Halocyprididae. Inga underarter finns listade i Catalogue of Life.